# 張鏡湖
張鏡湖（1927年3月18日—2019年11月25日），中國教育家、中国文化大学董事长。父亲为张其昀。前妻穆閩珠（已因校務衝突於2011年10月離婚）为政治人物，前立法委员。

## 生平
籍贯鄞县，1927年3月18日出生于浙江省宁波市。
早年在国立浙江大学史地系学习，1948年毕业。1954年，获得美国克拉克大学地理学哲学博士学位。
1954年至1956年，在美国约翰霍普金斯大学从事博士后研究。1956年至1958年，在哈佛大学从事研究。1958年至1959年，在威斯康辛大學麥迪遜分校从事研究。
1959年至1964年，担任《国家地理》编辑。1959年至1964年，擔任美国夏威夷大学教授。1984年后，成为夏威夷大學荣誉退休教授。
1975年，被世界銀行聘請为巴西熱帶農業研究所（位于巴西貝倫）顧問。1981年，担任联合国教育、科学及文化组织（UNESCO）熱帶水文與氣候委員會的召集人。
1984年起，担任中国文化大学董事长。1987年起，担任臺北市私立華岡藝術學校的董事长。
1999年1月22日，获选國際歐亞科學院院士，是台灣首位獲選國際歐亞科學院院士。
2019年11月25日，因病逝世，享耆壽92歲。

## 家庭
張鏡湖與元配林復華育有四名子女，分別為長女張海雲、次女張海明、三女張海燕以及獨子張海平。

## 代表著作
- Agricultural geography of Taiwan （《台湾农业地理学》，[1953年 首版），專著。
- Climate and Agriculture; An Ecological Survey （《气候和农业，一个生态学的考察》，1968年 首版）。 ISBN 9780202362496。
- Atmospheric Circulation Systems and Climates (《大氣循環系統與氣候》)[1973年出版]。
- 《世界的資源與環境》[2001年出版]。
- Hydrology and Water Management in the Humid Tropics (《濕潮熱帶區域之水文與水資源管理》)[1981年編撰出版]。
- 《教育與文化的王道》(與日本創價學會池田大作會長對話錄) [2010年出版]。

## 所获荣誉[1]

### 荣誉博士
- 韓國 慶熙大學 名譽博士學位
- 日本 創價大學， 名譽博士學位
- 俄羅斯 聖彼得堡大學， 名譽博士學位
- 韓國 湖南大學 經營學， 名譽博士學位
- 日本 國士館大學， 名譽理學博士學位
- 2006年4月19日，获得韓國安東大學名譽理學博士學位
- 2006年6月16日，获得母校美國克拉克大學名譽人文學博士學位

### 其他奖项
- 日本 東京 富士美術館 最高榮譽獎
- 日本 創價學園 最高榮譽賞
- 日本 創價大學 文化教育最高榮譽獎
- 韓國 慶熙大學 大學章（为大学最高荣誉）
- 中華民國 第一屆 私校 十大傑出教育家
- 2002年10月9日，获得韓國「金大中大統領獎」
- 2003年3月24日，获得美國創價大學「最高榮譽獎」
- 2006年3月1日，获得美國創價大學「名譽大使」